# Dave Legeno
David "Dave" Legeno (Marylebone, 12 oktober 1963 – Death Valley, juli 2014) was een Engelse acteur, bokser en expert in mixed martial arts.

## Biografie
Legeno werd geboren in Marylebone, Londen. Legeno beoefende meerdere vechtsporten, waaronder westers boksen, judo, thaiboksen, en Braziliaanse jiujitsu. 
Zijn interesses waren poëzie, lezen, en gitaarspelen. Hij woonde in het zuiden van Engeland.
Dave Legeno's lichaam werd gevonden door een paar wandelaars op 6 juli 2014, in Death Valley. De plek was zo afgelegen dat een helikopter moest worden ingeschakeld om het te kunnen ophalen. Het lijkt erop dat Legeno stierf aan de gevolgen van warmte. Zijn lichaam lag er al een paar dagen voor het gevonden werd. De exacte overlijdensdatum kon daarom niet vastgesteld worden.

## Acteerwerk
Voor Legeno meedeed in reclames, zat hij op een kunstschool in de Verenigde Staten. Zijn eerste grote filmrol was in de film Snatch.
Hij speelde vervolgens in meerdere grote films, waaronder: Batman Begins, Elizabeth, the Golden Age, en Centurion. In Nederland is hij het meest bekend om zijn rol als weerwolf en Dooddoener Fenrir Vaalhaar in de Harry Potter-films. Last Knight is zijn laatste film, de film is gewijd aan de herinnering van Legeno. 

## Filmografie
| Jaar | Titel                                         | Rol                       |
| ---- | --------------------------------------------- | ------------------------- |
| 2000 | Snatch                                        | John                      |
| 2005 | Batman Begins                                 | League of Shadows Warrior |
| 2006 | Stormbreaker                                  | Bear                      |
| 2007 | Outlaw                                        | Ian Furlong               |
| 2007 | Rise of the Footsoldier                       | Big John                  |
| 2007 | Elizabeth: The Golden Age                     | Executioner               |
| 2008 | The Cottage                                   | The Farmer                |
| 2009 | Harry Potter and the Half Blood Prince        | Fenrir Vaalhaar           |
| 2009 | Command Performance                           | Oleg Kazov                |
| 2009 | 44 Inch Chest                                 | Brighton Billy            |
| 2010 | Centurion                                     | Vortix                    |
| 2010 | Harry Potter and the Deathly Hallows: Part I  | Fenrir Vaalhaar           |
| 2011 | Harry Potter and the Deathly Hallows: Part II | Fenrir Vaalhaar           |
| 2015 | Last Knights                                  | Olaf                      |